# Peter Pichler (Radsportler)
Peter Pichler (* 12. Jänner 1969 in Feldkirchen an der Donau) ist ein ehemaliger österreichischer Radrennfahrer.

## Werdegang
Pichler begann mit dem Radsport beim RC Bad Mühllacken. In der Zeit von 2012 bis 2012 war er Mitglied in verschiedenen österreichischen UCI Continental Teams. Er wurde in dieser Zeit österreichischer Kriteriumsmeister 2008 und war bei zahlreichen Wettbewerben des österreichischen Radsportkalenders erfolgreich. Außerdem wurde er im Jahr 2002 Sechster der nationalen Elitemeisterschaften im Straßenrennen und 2007 Dritter des Kärnten Viper Grand Prix. Nach Ablauf der Saison 2012 beendete Pichler seine internationale Karriere, war aber weiter bei nationalen Elite- und Masters-Rennen aktiv. So gewann er im Jahr 2014 den nationalen Straßentitel der Amateure.